# Tweede klasse amateurs 2017-18 (voetbal België)
Het seizoen 2017/18 van de Belgische Tweede klasse amateurs ging van start in september 2018 en eindigde in mei 2019. Daarna werden nog eindrondes voor promotie naar de Eerste klasse amateurs en degradatie naar de Derde klasse amateurs afgewerkt. De competitie telt drie reeksen van zestien ploegen. Twee reeksen met clubs zijn aangesloten bij VV en één bij de ACFF.

## Naamswijzigingen
- RC Hades wijzigde zijn naam in RC Hades Hasselt.
- KFC Izegem fuseerde met OMS Ingelmunster en werd KFC Mandel United.
- FC Pepingen fuseerde met KSK Halle en werd SK Pepingen-Halle.

## Gedegradeerde teams
Deze teams degradeerden voor aanvang van het seizoen uit Eerste klasse amateurs

### Rechtstreeks
- R. Sprimont Comblain Sport
- R. White Star Bruxelles

### Via eindronde
- K. Sporting Hasselt

## Gepromoveerde teams
Deze teams promoveerden voor aanvang van het seizoen uit Derde klasse amateurs

### Rechtstreeks
- OMS Ingelmunster (kampioen VV A)
- Torhout 1992 KM (kampioen VV B)
- Racing White Daring Molenbeek (kampioen ACFF A)
- Entente Durbuy (kampioen ACFF B)

### Via eindronde
- SC City Pirates Antwerpen (VV)
- FC Pepingen (VV)
- KSK Ronse (VV)
- KFC Sint-Lenaarts (VV)
- KVV Vosselaar (VV)
- RUS Rebecquoise (ACFF)

## Promoverende teams
Deze teams promoveerden na afloop van het seizoen naar Eerste klasse amateurs:

### Rechtstreeks
- K. Rupel Boom FC (kampioen VV A)
- KVV Thes Sport (kampioen VV B)
- Racing White Daring Molenbeek (kampioen ACFF)

### Via eindronde
- RFC Liège

## Degraderende teams
Deze teams degradeerden na afloop van het seizoen naar de Derde klasse amateurs

### Rechtstreeks
- KSV Bornem
- Torhout 1992 KM
- KFC Sint-Lenaarts
- KVK Tienen
- RFC Union La Calamine
- R. Sprimont Comblain Sport

Noot: R. White Star Bruxelles eindigde laatste in Tweede klasse amateurs ACFF, maar gaf algemeen forfait. De club verdween en zakte dus niet mee naar Derde klasse amateurs.

### Via eindronde
- SK Pepingen-Halle
- KFC Zwarte Leeuw

## Clubs

### Tweede klasse amateurs VV A
| # kaart | Stam- nummer | Club                         | Plaats                |
| ------- | ------------ | ---------------------------- | --------------------- |
| 1       | 11           | KRC Gent                     | Gent                  |
| 2       | 38           | KSK Ronse                    | Ronse                 |
| 3       | 100          | KVK Westhoek                 | Poperinge & Ieper     |
| 4       | 342          | KSV Bornem                   | Bornem                |
| 5       | 822          | Torhout 1992 KM              | Torhout               |
| 6       | 935          | KFC Mandel United            | Izegem & Ingelmunster |
| 7       | 1574         | RC Harelbeke                 | Harelbeke             |
| 8       | 2138         | K. Rupel Boom FC             | Boom                  |
| 9       | 3630         | K. Londerzeel SK             | Londerzeel            |
| 10      | 3821         | KFC Sparta Petegem           | Petegem-aan-de-Leie   |
| 11      | 4297         | KSV Temse                    | Temse                 |
| 12      | 4408         | KVC Sint-Eloois-Winkel Sport | Sint-Eloois-Winkel    |
| 13      | 5553         | K. Olsa Brakel               | Brakel                |
| 14      | 7741         | SK Pepingen-Halle            | Pepingen & Halle      |
| 15      | 9264         | SK Sint-Niklaas              | Sint-Niklaas          |
| 16      | 9512         | FC Gullegem                  | Gullegem              |

### Tweede klasse amateurs VV B
| # kaart | Stam- nummer | Club                      | Plaats                      |
| ------- | ------------ | ------------------------- | --------------------------- |
| 1       | 43           | R. Cappellen FC           | Kapellen                    |
| 2       | 132          | KVK Tienen                | Tienen                      |
| 3       | 148          | KFC Turnhout              | Turnhout                    |
| 4       | 284          | KFC Duffel                | Duffel                      |
| 5       | 544          | SC City Pirates Antwerpen | Merksem                     |
| 6       | 595          | K. Bocholter VV           | Bocholt                     |
| 7       | 1124         | KFC Zwarte Leeuw          | Rijkevorsel                 |
| 8       | 1349         | K. Olympia SC Wijgmaal    | Wijgmaal                    |
| 9       | 1357         | KFC Sint-Lenaarts         | Sint-Lenaarts               |
| 10      | 2366         | Hoogstraten VV            | Hoogstraten                 |
| 11      | 2391         | KVV Vosselaar             | Vosselaar                   |
| 12      | 3245         | K. Sporting Hasselt       | Hasselt                     |
| 13      | 3671         | KVV Thes Sport            | Tessenderlo                 |
| 14      | 5775         | Spouwen-Mopertingen       | Mopertingen & Grote-Spouwen |
| 15      | 8715         | Tempo Overijse            | Overijse                    |
| 16      | 8721         | RC Hades Hasselt          | Kiewit                      |

### Tweede klasse amateurs ACFF
| # kaart | Stam- nummer | Club                                 | Plaats              |
| ------- | ------------ | ------------------------------------ | ------------------- |
| 1       | 4            | RFC Liège                            | Luik                |
| 2       | 190          | R. Stade Waremmien FC                | Borgworm            |
| 3       | 213          | UR La Louvière Centre                | La Louvière         |
| 4       | 246          | R. Olympic Club de Charleroi         | Charleroi           |
| 5       | 260          | R. Sprimont Comblain Sport           | Sprimont            |
| 6       | 460          | RUW Ciney                            | Ciney               |
| 7       | 526          | RFC Union La Calamine                | Kelmis              |
| 8       | 1614         | RUS Rebecquoise                      | Rebecq              |
| 9       | 2774         | R. Entente Acren Lessines            | Twee-Akren          |
| 10      | 3008         | Entente Durbuy                       | Durbuy              |
| 11      | 3114         | RRC Hamoir                           | Hamoir              |
| 12      | 3262         | R. Wallonia Walhain Chaumont-Gistoux | Walhain             |
| 13      | 4454         | RFC Meux                             | Meux                |
| 14      | 5479         | Racing White Daring Molenbeek        | Sint-Jans-Molenbeek |
| 15      | 5750         | R. White Star Bruxelles              | Sint-Jans-Molenbeek |
| 16      | 9426         | Solières Sport                       | Solières            |

## Klassementen

### Tweede klasse amateurs VV A
| Pos | Team                         | Wed | W  | G  | V  | Ptn | DV | DT | +/− | Kwalificatie of degradatie                |
| --- | ---------------------------- | --- | -- | -- | -- | --- | -- | -- | --- | ----------------------------------------- |
| 1   | K. Rupel Boom FC             | 30  | 19 | 4  | 7  | 61  | 74 | 49 | +25 | Promotie naar Eerste klasse amateurs      |
| 2   | KFC Mandel United            | 30  | 18 | 3  | 9  | 57  | 59 | 33 | +26 | Kwalificatie voor Eindronde promotie      |
| 3   | KVC Sint-Eloois-Winkel Sport | 30  | 16 | 7  | 7  | 55  | 60 | 41 | +19 | Kwalificatie voor Eindronde promotie      |
| 4   | KFC Sparta Petegem           | 30  | 15 | 8  | 7  | 53  | 64 | 40 | +24 |                                           |
| 5   | KVK Westhoek                 | 30  | 16 | 3  | 11 | 51  | 61 | 56 | +5  |                                           |
| 6   | SK Sint-Niklaas              | 30  | 15 | 5  | 10 | 50  | 55 | 43 | +12 |                                           |
| 7   | KSV Temse                    | 30  | 14 | 6  | 10 | 48  | 51 | 42 | +9  |                                           |
| 8   | RC Harelbeke                 | 30  | 12 | 7  | 11 | 43  | 45 | 42 | +3  |                                           |
| 9   | K. Olsa Brakel               | 30  | 11 | 8  | 11 | 41  | 41 | 49 | −8  |                                           |
| 10  | FC Gullegem                  | 30  | 12 | 4  | 14 | 40  | 51 | 52 | −1  |                                           |
| 11  | KRC Gent                     | 30  | 12 | 1  | 17 | 37  | 47 | 59 | −12 |                                           |
| 12  | K. Londerzeel SK             | 30  | 10 | 6  | 14 | 36  | 55 | 51 | +4  |                                           |
| 13  | KSK Ronse                    | 30  | 7  | 12 | 11 | 33  | 33 | 44 | −11 |                                           |
| 14  | SK Pepingen-Halle            | 30  | 7  | 7  | 16 | 28  | 30 | 56 | −26 | Kwalificatie voor Eindronde degradatie VV |
| 15  | Torhout 1992 KM              | 30  | 7  | 5  | 18 | 26  | 36 | 67 | −31 | Degradatie naar Derde klasse amateurs     |
| 16  | KSV Bornem                   | 30  | 5  | 2  | 23 | 17  | 28 | 66 | −38 | Degradatie naar Derde klasse amateurs     |

1. ↑  KFC Sparta Petegem behaalde een periodetitel, maar vroeg geen licentie aan voor Eerste klasse amateurs. Het kon daarom niet deelnemen aan de eindronde voor promotie. Er waren verder geen andere teams die een licentie hadden aangevraagd.

### Tweede klasse amateurs VV B
| Pos | Team                      | Wed | W  | G  | V  | Ptn | DV | DT | +/− | Kwalificatie of degradatie                |
| --- | ------------------------- | --- | -- | -- | -- | --- | -- | -- | --- | ----------------------------------------- |
| 1   | KVV Thes Sport            | 30  | 20 | 5  | 5  | 65  | 63 | 30 | +33 | Promotie naar Eerste klasse amateurs      |
| 2   | K. Bocholter VV           | 30  | 17 | 6  | 7  | 57  | 57 | 42 | +15 |                                           |
| 3   | Spouwen-Mopertingen       | 30  | 14 | 10 | 6  | 52  | 56 | 46 | +10 |                                           |
| 4   | SC City Pirates Antwerpen | 30  | 13 | 8  | 9  | 47  | 52 | 44 | +8  |                                           |
| 5   | K. Olympia SC Wijgmaal    | 30  | 14 | 4  | 12 | 46  | 53 | 49 | +4  |                                           |
| 6   | KVV Vosselaar             | 30  | 11 | 11 | 8  | 44  | 49 | 35 | +14 |                                           |
| 7   | RC Hades Hasselt          | 30  | 13 | 4  | 13 | 43  | 46 | 42 | +4  |                                           |
| 8   | Tempo Overijse            | 30  | 12 | 5  | 13 | 41  | 39 | 51 | −12 |                                           |
| 9   | R. Cappellen FC           | 30  | 11 | 8  | 11 | 41  | 43 | 37 | +6  |                                           |
| 10  | KFC Duffel                | 30  | 11 | 7  | 12 | 40  | 46 | 46 | 0   |                                           |
| 11  | KFC Turnhout              | 30  | 8  | 13 | 9  | 37  | 30 | 34 | −4  |                                           |
| 12  | Hoogstraten VV            | 30  | 10 | 6  | 14 | 36  | 39 | 47 | −8  |                                           |
| 13  | K. Sporting Hasselt       | 30  | 10 | 5  | 15 | 35  | 34 | 45 | −11 | Kwalificatie voor Eindronde promotie      |
| 14  | KFC Zwarte Leeuw          | 30  | 6  | 12 | 12 | 30  | 43 | 47 | −4  | Kwalificatie voor Eindronde degradatie VV |
| 15  | KVK Tienen                | 30  | 8  | 4  | 18 | 28  | 39 | 61 | −22 | Degradatie naar Derde klasse amateurs     |
| 16  | KFC Sint-Lenaarts         | 30  | 6  | 4  | 20 | 22  | 33 | 66 | −33 | Degradatie naar Derde klasse amateurs     |

1. ↑  K. Sporting Hasselt was het enige team dat een licentie aangevraagd had voor Eerste klasse amateurs. Hierdoor kon het, ondanks de lage eindklassering, toch meedoen aan de eindronde voor promotie.

### Tweede klasse amateurs ACFF
| Pos | Team                                 | Wed | W  | G  | V  | Ptn | DV | DT | +/− | Kwalificatie of degradatie            |
| --- | ------------------------------------ | --- | -- | -- | -- | --- | -- | -- | --- | ------------------------------------- |
| 1   | Racing White Daring Molenbeek        | 28  | 25 | 1  | 2  | 76  | 84 | 19 | +65 | Promotie naar Eerste klasse amateurs  |
| 2   | RFC Liège                            | 28  | 21 | 3  | 4  | 66  | 68 | 30 | +38 | Kwalificatie voor Eindronde promotie  |
| 3   | R. Olympic Club de Charleroi         | 28  | 16 | 6  | 6  | 54  | 53 | 37 | +16 | Kwalificatie voor Eindronde promotie  |
| 4   | Entente Durbuy                       | 28  | 13 | 6  | 9  | 45  | 40 | 37 | +3  |                                       |
| 5   | RRC Hamoir                           | 28  | 13 | 5  | 10 | 44  | 44 | 43 | +1  |                                       |
| 6   | UR La Louvière Centre                | 28  | 12 | 6  | 10 | 42  | 38 | 43 | −5  | Kwalificatie voor Eindronde promotie  |
| 7   | R. Stade Waremmien FC                | 28  | 11 | 5  | 12 | 38  | 48 | 46 | +2  |                                       |
| 8   | R. Wallonia Walhain Chaumont-Gistoux | 28  | 9  | 10 | 9  | 37  | 38 | 44 | −6  |                                       |
| 9   | Solières Sport                       | 28  | 9  | 8  | 11 | 35  | 37 | 41 | −4  |                                       |
| 10  | R. Entente Acren Lessines            | 28  | 9  | 7  | 12 | 34  | 44 | 46 | −2  |                                       |
| 11  | RFC Meux                             | 28  | 8  | 7  | 13 | 31  | 48 | 55 | −7  |                                       |
| 12  | RUS Rebecquoise                      | 28  | 8  | 7  | 13 | 31  | 41 | 51 | −10 |                                       |
| 13  | RUW Ciney                            | 28  | 5  | 9  | 14 | 24  | 35 | 48 | −13 |                                       |
| 14  | R. Sprimont Comblain Sport           | 28  | 5  | 3  | 20 | 18  | 29 | 62 | −33 | Degradatie naar Derde klasse amateurs |
| 15  | RFC Union La Calamine                | 28  | 3  | 3  | 22 | 12  | 25 | 70 | −45 | Degradatie naar Derde klasse amateurs |
| 16  | R. White Star Bruxelles              | 0   | 0  | 0  | 0  | 0   | 0  | 0  | 0   | Degradatie naar Derde klasse amateurs |

1. 1 2 3  Enkel RFC Liège, R. Olympic Club de Charleroi en UR La Louvière Centre vroegen een licentie aan voor Eerste klasse amateurs. Enkel deze drie teams konden deelnemen aan de eindronde voor promotie.
2. ↑  Tot 29 september 2017 werden de resultaten van R. White Star Bruxelles genoteerd als een 5-0 forfait. Uiteindelijk volgde een algemene forfait waardoor alle resultaten werden geschrapt.

## Periodekampioenen

### Tweede klasse amateurs A
- Eerste periode: KFC Sparta Petegem, 26 punten
- Tweede periode: KFC Mandel United, 21 punten
- Derde periode: K. Rupel Boom FC, 26 punten

### Tweede klasse amateurs B
- Eerste periode: KVV Thes Sport Tessenderlo, 19 punten
- Tweede periode: KVV Thes Sport Tessenderlo, 20 punten
- Derde periode: KVV Thes Sport Tessenderlo, 26 punten

### Tweede klasse amateurs C
- Eerste periode: Racing White Daring Molenbeek, 25 punten
- Tweede periode: Racing White Daring Molenbeek, 27 punten
- Derde periode: Racing White Daring Molenbeek, 24 punten

## Eindronde promotie

### Kwalificatie VV
De eindronde werd gespeeld door de teams die tweede waren geëindigd in het eindklassement en de drie periodekampioenen. Indien één of meerdere periodes gewonnen werden door de uiteindelijke kampioen of door dezelfde club, kreeg de best geklasseerde ploeg zonder eindrondeticket een plek in de eindronde.
Eerste ronde
De eindronde zou normaal gespeeld worden met acht teams. Er vroegen echter maar drie VV-teams een licentie aan voor Eerste klasse amateurs: KFC Mandel United, KVC Sint-Eloois-Winkel Sport en K. Sporting Hasselt. Hierdoor werd een andere formule gehanteerd om de winnaar van de eindronde te bepalen. KVC Sint-Eloois-Winkel Sport werd uitgeloot als team dat niet hoefde deel te nemen aan de kwalificatie en stootte rechtstreeks door naar de eindronde. De overige twee teams speelden onderling om te bepalen wie KVC Sint-Eloois-Winkel Sport zou vervoegen. 
| Datum      | Wedstrijden                             | Uitslag |  |
| ---------- | --------------------------------------- | ------- |  |
| 06/05/2018 | KFC Mandel United - K. Sporting Hasselt | 4-0     |  |

### Kwalificatie ACFF
De eindronde werd gespeeld door de teams die tweede waren geëindigd in het eindklassement en de drie periodekampioenen. Indien één of meerdere periodes gewonnen werden door de uiteindelijke kampioen of door dezelfde club, kreeg de best geklasseerde ploeg zonder eindrondeticket een plek in de eindronde.
Eerste ronde
Op de eerste speeldag traden normaal vier teams aan. Doordat slechts drie teams een licentie kregen of wilden, was UR La Louvière Centre vrij in de eerste ronde. De wedstrijden werden gespeeld op het veld van de club die bij de lottrekking als eerste geloot werd. In een rechtstreeks duel (met eventuele verlengingen en strafschoppen) werd bepaald wie naar de tweede ronde mocht.
| Datum      | Wedstrijden                              | Uitslag    |  |
| ---------- | ---------------------------------------- | ---------- |  |
| 04/05/2018 | RFC Liège - R. Olympic Club de Charleroi | 2-1 (n.v.) |  |

Tweede ronde
De winnaar van deze ronde plaatste zich voor een nieuwe eindronde met de nummer 14 uit Eerste klasse amateurs en de winnaars van de VV-eindronde.
| Datum      | Wedstrijden                       | Uitslag |  |
| ---------- | --------------------------------- | ------- |  |
| 09/05/2018 | RFC Liège - UR La Louvière Centre | 1-0     |  |

### Eindronde
Eerste ronde
Bij de drie teams die zich kwalificeerden voor de eindronde werd de nummer 14 uit Eerste klasse amateur gevoegd: KFC Vigor Wuitens Hamme. De vier geplaatste clubs konden via een heen- en terugwedstrijd een ticket voor de finale bemachtigen. Indien er na 180 minuten geen winnaar was, volgden eventueel verlengingen en strafschoppen.
| Datum      | Heenwedstrijden                                        | Uitslag |  |
| ---------- | ------------------------------------------------------ | ------- |  |
| 13/05/2018 | KFC Mandel United - RFC Liège                          | 0-2     |  |
| 13/05/2018 | KFC Vigor Wuitens Hamme - KVC Sint-Eloois-Winkel Sport | 2-1     |  |
| Datum      | Terugwedstrijden                                       | Uitslag |  |
| 17/05/2018 | RFC Liège - KFC Mandel United                          | 1-0     |  |
| 17/05/2018 | KVC Sint-Eloois-Winkel Sport - KFC Vigor Wuitens Hamme | 1-1     |  |

Tweede ronde
De winnaar van de dubbele confrontatie promoveerde naar Eerste klasse amateurs.
| Datum      | Heenwedstrijd                       | Uitslag |  |
| ---------- | ----------------------------------- | ------- |  |
| 20/05/2018 | KFC Vigor Wuitens Hamme - RFC Liège | 2-4     |  |
| Datum      | Terugwedstrijd                      | Uitslag |  |
| 27/05/2018 | RFC Liège - KFC Vigor Wuitens Hamme | 2-1     |  |

## Eindronde degradatie
De twee ploegen die veertiende eindigden in Tweede klasse amateurs VV moesten in een rechtstreeks duel bepalen wie in Tweede klasse amateurs zou blijven en wie zou zakken naar Derde klasse amateurs. Hoewel SK Pepingen-Halle in eerste instantie gered was, moest het uiteindelijk toch degraderen als gevolg van het faillissement van K. Lierse SK.
| Datum      | Wedstrijd                            | Uitslag |  |
| ---------- | ------------------------------------ | ------- |  |
| 06/05/2018 | SK Pepingen-Halle - KFC Zwarte Leeuw | 3-1     |  |

## Topscorers
| Nr. | Speler                | Club                          | G  | W  | GPW  |
| --- | --------------------- | ----------------------------- | -- | -- | ---- |
| 1.  | Sander Van Eyk        | K. Londerzeel SK              | 24 | 26 | 0,92 |
| 2.  | / Jean-François Mbuba | Racing White Daring Molenbeek | 24 | 26 | 0,92 |
| 3.  | Kristof Verspeeten    | SK Sint-Niklaas               | 23 | 29 | 0,79 |
| 4.  | Kevin Cossalter       | R. Stade Waremmien FC         | 22 | 28 | 0,79 |
| 4.  | Thomas Van Zantvoort  | SC City Pirates Antwerpen     | 22 | 28 | 0,79 |

GPW: gemiddeld aantal doelpunten per wedstrijd, afgerond op 2 cijfers na de komma

## Geen tegendoelpunten
| Nr. | Speler           | Club                          | GTD | W  | PER |
| --- | ---------------- | ----------------------------- | --- | -- | --- |
| 1.  | Anthony Sadin    | Racing White Daring Molenbeek | 14  | 27 | 52% |
| 2.  | Brecht Laleman   | KFC Mandel United             | 13  | 31 | 42% |
| 3.  | Bernd Brughmans  | KVV Thes Sport Tessenderlo    | 12  | 31 | 39% |
| 4.  | Romain Matthys   | RFC Liège                     | 11  | 24 | 46% |
| 4.  | Maarten Blondeel | KVV Vosselaar                 | 11  | 30 | 37% |

## Appendix
Nationaal voetbal · Regionaal voetbal · Provinciaal voetbal · KBVB · Nationaal voetbalelftal · Nationaal dameselftal
Belgisch nationaal voetbal
Eerste klasse A · Eerste klasse B · Eerste nationale · Beker van België · Belgische Supercup
Super League · Eerste klasse (vrouwen) · Tweede klasse (vrouwen) · Beker van België (vrouwen) · Belgische Supercup (vrouwen)
Belgisch regionaal voetbal
Tweede afdeling · Derde afdeling
2016/17 · 2017/18 · 2018/19 · 2019/20 · 2020/21 · 2021/22 · 2022/23 · 2023/24 · 2024/25